# Rhinolophus affinis
Rhinolophus affinis is een zoogdier uit de familie van de hoefijzerneuzen (Rhinolophidae). De wetenschappelijke naam van de soort werd voor het eerst geldig gepubliceerd door Horsfield in 1823.

## Voorkomen
De soort komt voor in Bangladesh, Bhutan, Brunei, China, India, Indonesië. Maleisië, Myanmar, Nepal, Thailand en Vietnam.